# نيامه ألغار
نيامه ألغار (بالإنجليزية: Niamh Algar)‏ هي ممثلة إيرلندية ولدت في 28 يونيو 1992 في إيرالندا. اشتهرت بأدوارها في فيلم الأم والابن الابن [الإنجليزية] ، مسلسل أثارها الذئاب [الإنجليزية] ، و مسلسل نقي [الإنجليزية]. في عام 2021 ظهرت في فيلم غضب الرجل وفيلم الرقابة [الإنجليزية]. تم ترشيحها لجائزة بافتا لأفضل ممثلة في دور ثانوي.

## روابط خارجية
- نيامه ألغار على موقع IMDb (الإنجليزية)
- نيامه ألغار على موقع قاعدة بيانات الفيلم (الإنجليزية)